# ناتانیل کلاین
ناتانیل ادوین کلاین (انگلیسی: Nathaniel Edwin Clyne؛ زادهٔ ۵ آوریل ۱۹۹۱) بازیکن فوتبال اهل انگلستان است. او در حال حاضر در باشگاه فوتبال کریستال پالاس به عنوان مدافع بازی می‌کند.